# Гемалетдинова, Ольга Маратовна
Ольга Маратовна Гемалетдинова (род. 20 августа 1986 года) — мастер спорта России международного класса (пауэрлифтинг), трёхкратная чемпионка мира.

## Карьера
Тренируется в Тарко-Сале (Ямало-Ненецкий автономный округ). До 2012 года у Э. В. Форсунова, а после его смерти у его жены — Н. Н. Форсуновой.
В 2003 и 2004 году становилась чемпионкой мира среди девушек. Трёхкратная чемпионка мира (2007, 2008, 2009) среди юниоров.
В 2010 году Ольга становится чемпионкой Европы по пауэрлифтингу в категории свыше 90 кг, а её результат в становой тяге (255 кг) был рекордом Европы. В 2011 году она становится чемпионкой Европы второй раз, при этом она устанавливает рекорды мира для категории свыше 84 кг: в приседании — 310 кг, в становой тяге — 270 кг и в сумме — 752.5 кг. В 2012 году — очередное золото чемпионата Европы в Мариуполе с суммой 732.5 кг.
В 2013 году Гемалетдинова становится чемпионкой России, а в ноябре 2013 года — с рекордом мира (753 кг) становится чемпионкой мира.
В 2014 году снова становится чемпионкой России, а в ноябре 2014 года — чемпионкой мира.
В 2015 году Ольга Гемалетдинова снова стала чемпионкой России и в третий раз — чемпионкой мира.